# WWS
WWS (Wrata Wot Stodoli) je rumburská hudební skupina 
Vznik: 28. 5. 2005
Diskografie:
2010  EP Atelier z roku 2010 a 
2013 Epic Fail Split CD (2013)
2015 album Půjčovna dobré nálady
2021 WWS unplugged on Air (15.4.2021)
2022 album Insomnie

## Sestava
- Petr Richter (piother) – klávesy, fagot, zpěv
- Jan Richter (honZor) – el. kytara, zpěv
- Pavel Řezníček (pája) - bicí